# Zeit zu hassen, Zeit zu lieben
Zeit zu hassen, Zeit zu lieben ist ein Jugendbuch von Willi Fährmann und der zweite  Teil der Tetralogie Die Bienmann-Saga. Die Erstausgabe ist 1985 erschienen. Fährmann-typisch stehen in diesem Buch vor einem zeitgeschichtlichen Panorama die Schicksale Einzelner im Vordergrund, so dass die deutsche Geschichte ein Gesicht erhält.

## Inhalt
Paul Bienmann gerät im Berlin des Jahres 1919 mitten in die Straßenkämpfe der Räterepublik. Zufällig trifft er Bruno Kurpek, den jüngeren Bruder eines Freundes, der über seinem Bruder kniet und weint. Der Freund wurde im Straßenkampf getötet, so dass Bruno nun allein ist. Paul willigt widerwillig ein, dass Bruno bei ihm bleiben darf.
Bruno bleibt auch bei Paul, als dieser von Berlin ins Ruhrgebiet wechselt in der Hoffnung, dort endlich Arbeit zu finden. Wenigstens diese Hoffnung erfüllt sich. Bruno hofft auf eine Gelegenheit, den Mörder seines Bruders zu finden, um Rache nehmen zu können. Als Bruno Jahre später eine Spur zu dem Offizier findet, der seinen Bruder erschossen hat, muss er sich entscheiden: für die ersehnte Rache oder für seinen Freund Paul und dessen Verlobte Franziska, deren gemeinsame Zukunft durch eine solche Tat zerstört würde.